# Талдисай (Мугалжарський район)
Талдиса́й (каз. Талдысай) — село у складі Мугалжарського району Актюбінської області Казахстану. Адміністративний центр Талдисайського сільського округу.
Населення — 518 осіб (2021; 615 у 2009, 1183 у 1999, 1186 у 1989).